# نر سیگما

حرف یونانی سیگما، که اصطلاح «نر سیگما» از آن گرفته شده است.

نر سیگما، مرد سیگما (یا به سادگی سیگما) اصطلاحی در زبان عامیانه اینترنتی است که اغلب برای توصیف کهن الگوی موجود در میان مردهایی استفاده می‌شود که رفتاری همانند یک گرگ تنها دارند. در حالی که این نام محصول تابلوهای پیام منوسفیر در دهه ۲۰۱۰ میلادی است، استفاده از آن به عنوان یک اصطلاح از اوایل دهه ۲۰۲۰ به یک میم اینترنتی تبدیل شده است. مرد سیگما که معمولاً به عنوان «نادرترین» نوع مرد در نظر گرفته می‌شود معمولاً به‌عنوان کهن الگوی شبیه به نر آلفا نشان داده می‌شود. بر خلاف یک مرد آلفا، مردهای سیگما بیش‌تر درون‌گرا و به دنبال تسلط بر خود هستند.